# Brotherella complanata
Brotherella complanata là một loài Rêu trong họ Sematophyllaceae. Loài này được Reimers & Sakurai mô tả khoa học đầu tiên năm 1931.